# Lijst van Eerste Kamerleden voor JA21
Een overzicht van alle Eerste Kamerleden voor JA21.
| Eerste Kamerlid       | Begindatum   | Einddatum |
| --------------------- | ------------ | --------- |
| Ruben Baumgarten      | 13 juni 2023 |           |
| Karin van Bijsterveld | 13 juni 2023 |           |
| Annabel Nanninga      | 13 juni 2023 |           |